# Euorodalus stribrnyi
Euorodalus stribrnyi är en skalbaggsart som beskrevs av Tesar 1945. Euorodalus stribrnyi ingår i släktet Euorodalus och familjen Aphodiidae. Inga underarter finns listade i Catalogue of Life.